# Rio Duruşca
O Rio Duruşca é um rio da Romênia, afluente do Bahlui, localizado no distrito de Iaşi.